# Liten klipptuss
Liten klipptuss (Cynodontium tenellum) är en bladmossart som beskrevs av Limpricht 1877. Liten klipptuss ingår i släktet klipptussar, och familjen Dicranaceae. Arten är reproducerande i Sverige. Inga underarter finns listade i Catalogue of Life.